# Parc industriel
Pour les articles homonymes, voir Parc (homonymie).

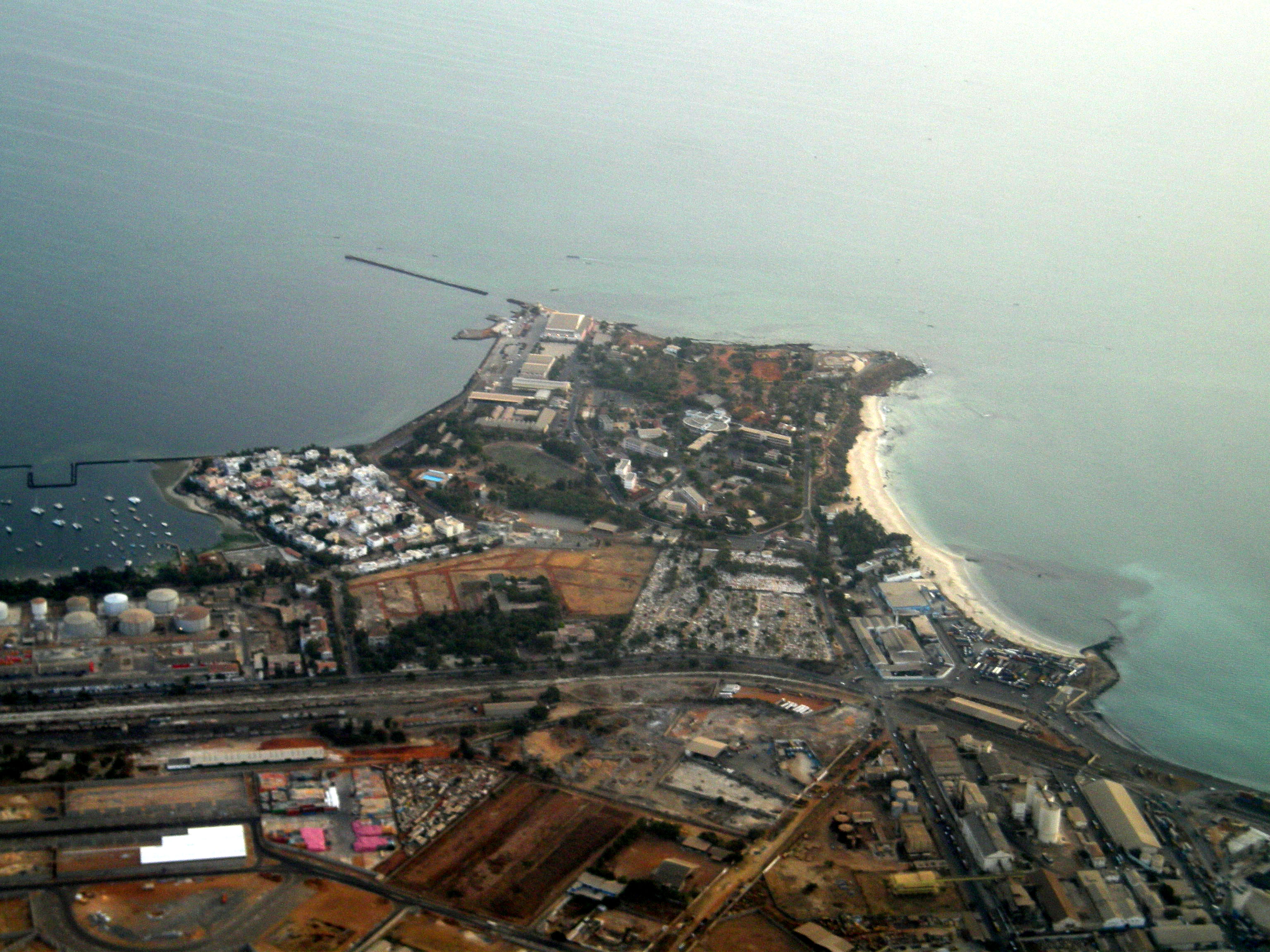
Zone industrielle du port autonome de Dakar.

Un parc industriel, aussi appelé zone industrielle ou site industriel, est une zone d'activité prévue pour un usage industriel.

## Histoire
Entre 1303 et 1325, le quadruplement de la superficie de l'arsenal de Venise, protégé par une enceinte secrète de 25 hectares, lui permet de devenir le premier Parc industriel du monde, grâce au développement naval permis par le système d'enchères pour les convois de galères en Méditerranée.
L'époque moderne marque un important changement dans la concentration de l'activité de production, essentiellement d'un point de vue quantitatif, et marque une augmentation nette des volumes de production, de la quantité de main-d'œuvre requise, etc. Quelques innovations techniques, comme les métiers à tisser ou l'utilisation de la force hydraulique par exemple, participent à cette augmentation de la production ou de l'apparition de nouveaux besoins. Cette période est marquée par l'apparition des premières manufactures, notamment dans la production textile, la poterie, verrerie, les chantiers maritimes, le commerce maritime, et la production de l'armement. Le développement des réseaux de transports permet également un début de spécialisation plus marquée des villes ou régions autour de quelques activités adaptées et rentables.
La révolution industrielle marque un tournant majeur aux XIXe et XXe siècles. La taille des sites de production, et les besoins en matières premières, en main-d'œuvre, et en moyens de transport performants conduisent à un regroupement sans précédent de l'activité industrielle sur les sites répondant au mieux à ces besoins. Cette croissance est soutenue par l'apparition du chemin de fer qui permet le transport de grands volumes de marchandise à coût réduit. Les premières villes industrielles émergent, totalement tournées vers cette activité, et parfois créées par l'installation de la population ouvrière à la périphérie de grands sites industriels, comme les mines ou les usines de métallurgie.
À la fin du XXe siècle, la notion de pôle industriel émerge, et ces types de sites industriels sont alors créés de toutes pièces, spécifiquement pour répondre aux besoins de l'industrie. Ces sites sont le résultat d'une volonté politique, et répondent à un aménagement planifié du territoire. Ils sont généralement choisis de façon à offrir de larges espaces fonciers à coût attractif, et d'importants moyens de transports routiers, ferroviaire ou maritime et fluvial sont créés. Des dispositions fiscales avantageuses sont mises en place pour attirer les industries. Généralement, ces grands parcs industriels se construisent autour d'un type d'activité principal, comme la pétrochimie ou l'industrie automobile ou aéronautique par exemple, mais les avantages du site attirent aussi des industries tournées vers d'autres productions. La concentration en main-d'œuvre qualifiée et d'acteurs de haut niveau en matière de recherche-développement participent alors à l'essor d'un tel pôle industriel.
Les économies post-industrielles se tournant davantage vers les activités de service ou les hautes technologies, et les grands sites de production industrielle sont parfois abandonnés à la suite d'un déclin important de l'activité, ou délocalisés dans des pays plus attractifs. Néanmoins, l'évolution vers la spécialisation dans les hautes technologies reprend en partie les mêmes principes, conduisant à la création de grands technopôles.

## Caractéristiques

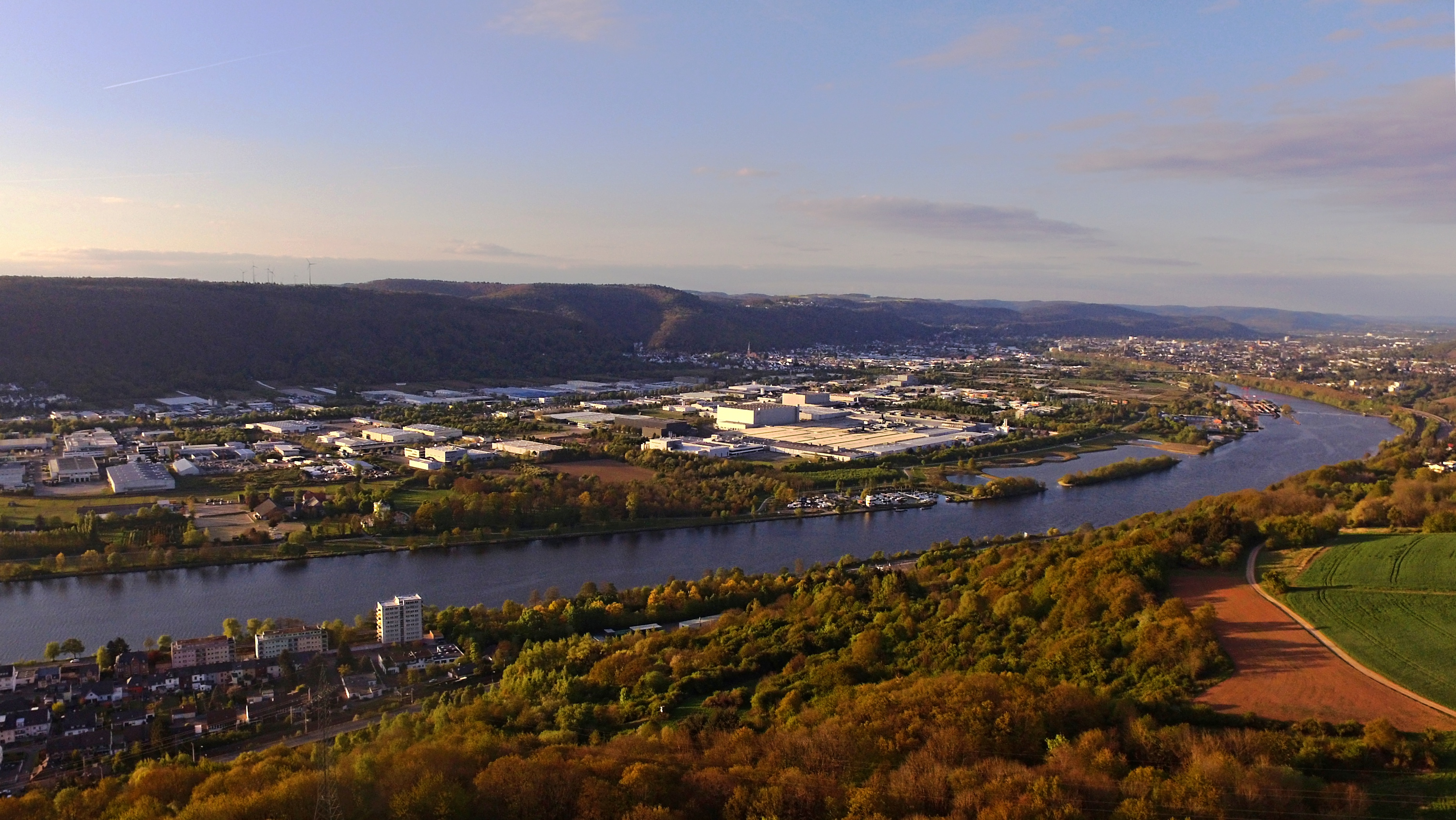
Zone industrielle du port de Trèves (Allemagne).

L'idée de réserver du terrain pour l'usage industriel par le zonage part de plusieurs besoins :
- la nécessité de concentrer les infrastructures nécessaires dans un secteur limité pour réduire les coûts. Ces infrastructures incluent les rues, les voies ferrées, l'électricité haute-tension (généralement triphasée), un aqueduc à fort débit, le gaz naturel ainsi que des services de télécommunication. À cette infrastructure de base peuvent s'ajouter des équipements de services (restauration inter-entreprise, poste, gardiennage…) ;
- le besoin de tabler sur de telles infrastructures pour attirer les entreprises ;
- la nécessité de séparer les usages industriels des autres activités urbaines afin de réduire les impacts environnementaux et sociaux (cf. zoning Le Corbusier) ;
- le besoin d'offrir les contrôles environnementaux localisés spécifiques aux exigences des zones industrielles.

Les différents parcs industriels existants remplissent ces exigences à différents degrés. Beaucoup de petites villes ont créé des parcs industriels qui n'ont qu'un accès à l'autoroute et le strict minimum comme infrastructure, soit les rues, avec aqueduc, égout et électricité, et le minimum de contrôle environnemental.
Une variation du parc industriel est le parc de bureaux, qui contient souvent de l'industrie légère en plus des bureaux.
Les parcs industriels sont généralement situés près des accès autoroutiers et dans le voisinage d'autres infrastructures de transport, notamment un aéroport, un port, et surtout une voie ferrée.
Certaines activités de production tendent à se regrouper en un même lieu géographique, car il répond aux mêmes besoins, comme la présence de matière première, de main-d'œuvre, de transports, de la clientèle, ou d'autres activités industrielles connexes. Historiquement, ce type de regroupement d'une même activité sur un site géographique est très ancien, et le principal lieu de regroupement est souvent une ville, qui bénéficie de cette activité économique qui lui a parfois donné naissance.
Les études archéologiques menées sur les villes de l'antiquité montrent fréquemment un regroupement des activités comme la poterie, le travail du métal ou du textile, ou la production dérivée de la production agricole comme les huileries ou les fabriques de savon.
Les facteurs attirant ces producteurs sur un même lieu géographique sont variés. La présence de la main-d'œuvre offerte par la cité, qui est aussi un marché de consommation, est essentielle. Les voies de transports revêtent en effet une importance particulière, aussi bien en termes d'alimentation en matières premières qu'en moyens de commercialiser la production. Les voies romaines par exemple, permettent à une ville située sur un carrefour routier de prospérer en concentrant les activités de production. Les ports maritimes ou fluviaux sont des facteurs importants de concentration de l'activité. Schématiquement, la région environnante fournit les matières premières, qui sont canalisées par un réseau de transport routier ou fluvial vers la cité, où a lieu la transformation des matières premières en produits finis ou semi-finis qui sont consommés sur place, transportés vers la région environnante ou exportés plus loin.

## Aspects critiques
À partir des années 1950, beaucoup de parcs industriels créés aux États-Unis, résultent aujourd'hui en de vastes surplus d'espace non construits et impropres à d'autres usages. Ces créations parfois inadaptées s'inscrivent dans l'optique des années précédant la crise pétrolière de 1973 et le déclin de l'industrie lourde. Le retournement économique brutal et le changement qui en a découlé laissent de grands espaces inutilisés et appauvris économiquement.
Selon David Brooks, une conséquence de la création des parcs de bureaux aux États-Unis est le déplacement d'un grand nombre de personnes dans des zones extra-urbaines (exurbs), qui les privent de contact avec la vie urbaine.
L'installation des grands parcs industriels dans des zones agricoles en raison du très faible coût du foncier a soulevé des critiques contre cette concurrence entre activité industrielle et agricole pour l'occupation du territoire. En France, cette évolution, combinée à la forte progression de l'urbanisation, a conduit à réserver une grande partie des terres des grandes régions agricoles pour y maintenir cette activité qui est la seule autorisée.

### Pollution et reconversion
La pollution importante générée sur certains sites industriels est parfois jugée critique, et présentant des risques importants pour l'environnement ou la santé publique. Un site industriel abandonné peut requérir d'importants travaux de retraitement de la zone, comme la récupération des matières métalliques, l'extraction des couches superficielles des sols présentant une concentration élevée en polluants, et l'implantation d'une végétation. Néanmoins, les moyens importants nécessaires à une reconversion du site sont parfois trop couteux économiquement, et ne sont pas réalisés par des entreprises déjà en difficulté ou ayant déclaré faillite. Si les collectivités locales ou étatiques ne prennent pas en charge ce coût, les sites sont parfois abandonnés en l'état et deviennent des « cimetières industriels ».

### Risque industriel
La gestion du risque industriel sur les sites industriels est un facteur important de sécurité. La dangerosité de l'activité et la proximité des populations sont des éléments qui entre dans l'évaluation de ce risque. En Europe, les sites industriels les plus dangereux sont classés Seveso, en mémoire de la catastrophe industrielle de Seveso. La plupart des zones industrielles se construisent en périphérie des villes, pour des raisons de coûts fonciers et d'espace, mais la croissance rapide de l'urbanisation les rattrape et un site initialement éloigné peut se retrouver englober dans une zone urbaine densément peuplée. Ceci expose dangereusement les populations limitrophes, comme c'est souvent le cas dans les catastrophes industrielles les plus mortelles, comme à Baupal ou dans l'explosion de l'usine AZF de Toulouse.